# Džengiš Čokusu
Džengiš čokusu nebo Tömür (kyrgyzsky Жеңиш чокусу, Žeŋiš čokusu, ujgursky تۆمۈر, transliterováno Tömür, čínsky 托木尔峰, pinyin Tuōmù'ěr Fēng, český přepis Tchuo-mu-er-feng), známý též pod ruským názvem Pik Pobědy (Пик Победы), v překladu „Štít vítězství“, je se 7439 m nejvyšší horou Kyrgyzstánu a celého pohoří Ťan-šan.

## Poloha
Nachází se na hřebenu Kokšaal-Tau Centrálního Ťan-Šanu na hranici Kyrgyzstánu a Číny, jihovýchodně od jezera Issyk-kul a 16 km jihozápadně od druhé nejvyšší hory pohoří Chan Tengri. Z geologického pohledu jde o nejsevernější sedmitisícový vrchol na Zemi, neboť u severnějšího Chan Tengri překračuje výšku sedmi tisíc metrů pouze ledovcová čapka. Okolí hory je silně zaledněno, ze severních úbočí hory stéká ledovec Inylček, který je se svou délkou 62 km čtvrtý nejdelší na Zemi (ref- z anglické).

## Historie
Oblast centrálního Ťan-Šanu historicky tvořila přirozenou hranici mezi sférou vlivu Ruska a Číny. Ačkoli carská vojska v průběhu 19. století několikrát vstoupila do západní Číny, oblasti na jih a východ od vrcholu vždy zůstaly součástí Číny.
Před topografickým měřením v roce 1943 byl za nejvyšší vrchol Ťan-Šanu považován Chan Tengri. Při příležitosti 20. výročí založení Komunistického svazu mládeže v roce 1938 byla do oblasti centrálního Ťan-Šanu vyslána horolezecká expedice s cílem najít a zdolat nejvyšší vrchol celého pohoří. 19. 9. 1938 pak členové této expedice L. Gutman, E. Ivanov a A. Sidorenko z ledovce Zvězdočka vrchol zdolali, pomocí starého leteckého altimetru určili jeho výšku na 6900 metrů a pojmenovali Štít 20 let Komsomola. V průběhu roku 1943 probíhal v oblasti topografický průzkum, který určil přesnou výšku vrcholu 7439 metrů, což z vrcholu dělalo nejvyšší vrchol Ťan-Šanu a druhý nejvyšší vrchol Sovětského svazu. Na počest ruského vítězství u Stalingradu byl vrchol přejmenován na Pik Pobědy (Štít vítězství). Vzhledem k velkému výškovému rozdílu měření došlo ke zpochybnění předešlého výstupu. Nicméně později byl výstup z roku 1938 uznán.
Po druhé světové válce bylo vyvinuto značné úsilí o zlezení tohoto oficiálně dosud nezlezeného vrcholu. V roce 1955 došlo na vrcholu ke katastrofě, kdy většina účastníků kazašské expedice vedené E. M. Kolokolnikovem zahynula ve výšce 6900 metrů ve sněhové bouři. První nezpochybnitelný úspěšný výstup byl uskutečněn v roce 1956 týmem sovětských horolezců pod vedením Vitalije M. Abalakova. V roce 1958 byl vrchol poprvé dosažen východním hřebenem skupinou I. Erokina, v roce 1961 skupina D. Medzmarišviliho otevřela novou cestu po západním hřebenu, která je dnes používána jako klasická. Nebezpečí této cesty spočívá mimo jiné ve velmi dlouhém postupu po hřebenu ve výškách kolem 7000 metrů. První úspěšný traverz celého vrcholového hřebenu byl uskutečněn v roce 1970. První výstup z jižní – Čínské – strany byl uskutečněn čínskou expedicí v roce 1977. Všechny výstupové trasy jsou náročnými horolezeckými výstupy obtížnosti 5B nebo vyšší ruské škály. Hora je považována za nejobtížnější sedmitisícovku v bývalém Sovětském svazu.
V roce 1982 skupina horolezců z Alma-Aty pod vedením Vadima Smirnova zdolala náročnou cestu podél severní stěny, ohodnocenou stupněm obtížnosti 6B ruské škály. Tato cesta se nazývá v ruštině Dolarovka a její název v angličtině je Dollar Route. V srpnu 2011 kazašští horolezci Děnis Urubko a Gennadij Durov vylezli na vrchol do té doby nepokořenou hlavní stěnou vpravo od cesty Dolarovka. Výstup ohodnotili stupněm obtížnosti 6B ruské škály, technická obtížnost dosahuje stupně 5.9/5.10 americké klasifikace a M5 mixového lezení. Jejich cesta byla v době výstupu zřejmě nejobtížnější cestou na vrchol.